# Дарджин, Лайл
Лайл Дарджин (англ. Lyle Durgin; 1845—1904) — американская художница, специализировалась на портретной живописи и фресках.

## Биография
Родилась 3 февраля 1845 года в Уилмингтоне, штат Массачусетс, в семье баптистского священника из Новой Англии Джона Мильтона Дарджина (1813—1887) и его жены Харриет Тайер (1807—1868), также из Новой Англии; сестра художницы Харриет Дарджин.
Сёстры вместе росли, учились в одних школах, а по окончании образования обнаружили у себя одинаковую тягу к искусству. Лайл уехала в Париж в 1879 году и стала учеником Леона Бонна и Жюля Бастьена-Лепажа. Позже поступила в Академию Жюлиана для более серьёзного изучения живописи, дополнив свою студийную работу анатомическими исследованиями в École de médecine под руководством Жоржа Шикото. Летом сестры рисовали в Англии, Швейцарии и Франции, черпая вдохновение в природе и путешествиях, забирая домой коллекции эскизов для своих зимних работ. Выставлялась на Парижском салоне.
В 1886 году сестры Дарджин вернулись в США и открыли студию в Бостоне. Лайл писала портреты, на которых были изображены известные люди города. Получив заказ на росписи для церкви First Congregational Church в Детройте, штат Мичиган, она в начале 1890 года отправилась в длительное путешествие по Италии, в конце концов обосновавшись в Париже для выполнения тех работ, которые были завершены и помещены в церкви в декабре 1891 года. Они изображают четырёх евангелистов и имеют большие размеры, заполняя четыре отделения куполообразного интерьера. Они написаны в стиле среднего периода венецианской школы, что соответствует византийскому характеру здания.
Умерла 2 ноября 1904 года в Бостоне. Была похоронена на семейном участке кладбища Pine Grove Cemetery в Gilmanton Ironworks, штат Нью-Гэмпшир.